# Qagong Co
Qagong Co (kinesiska: Qiagong Cuo, 恰贡错) är en sjö i Kina. Den ligger i den autonoma regionen Tibet, i den sydvästra delen av landet, omkring 980 kilometer nordväst om regionhuvudstaden Lhasa. Qagong Co ligger 5 095 meter över havet. Arean är 23,3 kvadratkilometer. Trakten runt Qagong Co är ofruktbar med lite eller ingen växtlighet. Den sträcker sig 5,5 kilometer i nord-sydlig riktning, och 6,9 kilometer i öst-västlig riktning.
Genomsnittlig årsnederbörd är 202 millimeter. Den regnigaste månaden är augusti, med i genomsnitt 55 mm nederbörd, och den torraste är november, med 1 mm nederbörd.